# 오션검
최하민(1999년 4월 3일 ~ )은 예명 Osshun Gum (오션검)으로 잘 알려진 대한민국의 남자 래퍼이다. 2017년 《고등래퍼》에 참가하여 준우승을 하였다.
소속사는 스윙스와 기리보이, 그냥노창 등이 소속된 저스트뮤직 소속이었다.

## 수상 내역
| 연도   | 수상 내역                |
| ------ | ------------------------ |
| 2017년 | Mnet 《고등래퍼》 준우승 |

## 음원 목록
- 뭔말알 - Osshun Gum & Swings
- Come For You (Feat. HOME BOY & FNRL.) - Osshun Gum
- Life 's a Dream - Osshun Gum
- 2 - Swings, Osshun gum,CJamm,LILMONEY
- This or That - Osshun Gum
- 동생 - Osshun Gum
- I don’t know - Osshun Gum(prod. Jayvito)
- Too Much -Osshun Gum, Goretexx, 한요한
- 띵 - Jvcki Wai, Young B, Osshun Gum, 한요한
- Walk in the Rain -Osshun Gum

## 공개곡 (사운드클라우드)
- Dream Girl - Osshun Gum ( With HOME BOY , NI NI )
- ossh-! ossh-! - Osshun Gum
- NEW WORLD - Osshun gum X FNRL. [prod. Haruhi]
- Just unique - Osshun Gum
- Osshun waves - Osshun Gum

## 학력
- 전주효자초등학교 (졸업)
- 전주해성중학교 (졸업)
- 전일고등학교 (자퇴)
- 고등학교 졸업 학력 검정고시 (합격)

## 출연 작품

### 텔레비전 프로그램
- 《고등래퍼》 (2017) - 준우승자

## 논란 및 비판

### 9세 남아 성추행 사건
2022년 4월 27일, 해운대에서 엠넷의 고등래퍼 참가자인 래퍼 A씨가 9세 남아를 성추행한 혐의로 피소되었다는 사실이 보도되었다. 그 당시에는 실명이 보도되지 않았지만, 1)'고등래퍼' 출연 2)전북 전주 출신 3)정신질환 병력 등 여러 단서를 토대로 A씨를 해당 문서명인 오션검으로 추측한 네티즌들은 카카오톡 팬톡방에 그에 대한 해명을 요구하였다. 4월 29일 제도권 언론인 머니투데이에 결국 자신이 9세 남아를 성추행했다는 사실을 카카오톡 팬톡방에서 직접 시인했다는 사실이 보도되었다.
그는 2021년 6월부터 중증 정신질환 판정을 받고 약 10주동안 정신병원에 입원하고 퇴원한 뒤 경찰 조사에서 심신미약을 주장했으며, 그는 이 범죄 혐의에 대해서 "제가 몸이 아파서 피해자와 피해자 가족에게 상처를 준 점에 대해 죄송하다"며 "앞으로는 치료를 잘 받아 이런 일이 없도록 하겠다"고 했다.
그는 사건직후 인스타그램과 SNS 계정들을 삭제하였다.
검찰은 기소의견으로 송치, 징역 5년을 구형했으며, 선고는 2022년 6월에 열릴 예정이다.